# Resolutie 1959 Veiligheidsraad Verenigde Naties
Resolutie 1959 van de Veiligheidsraad van de Verenigde Naties werd unaniem door de VN-Veiligheidsraad aangenomen op 16 december 2010.
De resolutie verving het BINUB (VN-kantoor) in Burundi door het nieuwe BNUB.

## Achtergrond
Na Burundi's onafhankelijkheid van België in 1962 werd het land een monarchie. In 1966 werd de koning in een staatsgreep vervangen door een president. Toen de voormalige koning in 1972 vermoord werd brak een burgeroorlog uit tussen Tutsi's en Hutu's in het land. Daarna losten de dictators elkaar met opeenvolgende staatsgrepen af. Begin 1994 kwam de president samen met zijn Rwandese collega om het leven toen hun vliegtuig werd neergeschoten. Daarop brak in beide landen een burgeroorlog uit tussen Hutu's en Tutsi's waarbij honderdduizenden omkwamen. In 2000 werd een overgangsregering opgericht en pas in 2003 kwam die een staakt-het-vuren overeengekomen met de rebellen. In juni 2004 kwam een VN-vredesmacht die tot 2006 bleef. Hierna volgden echter wederom vijandelijkheden tot in augustus 2008 opnieuw een staakt-het-vuren werd getekend.

## Inhoud

### Waarnemingen
Tussen mei en september 2010 werden in Burundi vijf maal met succes verkiezingen gehouden, en die waren ondanks politieke meningsverschillen zonder veel geweld verlopen.
De Burundese overheid werd aangespoord alle politieke partijen een plaats te geven en verder te werken aan de dialoog tussen alle actoren.
Het Geïntegreerd VN-kantoor in Burundi, BINUB, had een grote rol gespeeld in het herstel na het conflict, de vrede en de ontwikkeling en veiligheid van het land.
Burundi had de nultolerantie ingevoerd tegen corruptie en maakt werk van regionale integratie, met name in de Economische Gemeenschap van de Landen van de Grote Meren (CEPGL) en de Oost-Afrikaanse Gemeenschap (EAC).
Het land wilde ook zijn voorzitterschap van de EAC in 2011 tot een succes maken.
Desondanks bleef er bezorgdheid over mensenrechtenschendingen, en voornamelijk moorden en martelingen, alsook beperkingen van de civiele vrijheden.

### Handelingen
De secretaris-generaal mocht, zoals hij zelf had aanbevolen, een nieuw veel beperkter VN-kantoor oprichten in Burundi; het VN-kantoor in Burundi of BNUB; voor een periode van 12 maanden te beginnen op 1 januari 2011.
Dit moest de Burundese overheden ondersteunen bij:
a. Het versterken van de belangrijkste staatsinstellingen,
b. Het promoten en ondersteunen van de dialoog tussen de verschillende actoren in het land,
c. De strijd tegen de straffeloosheid,
d. Het promoten en beschermen van de mensenrechten,
e. Het verzekeren dat alle financiële en economische maatregelen gericht zijn op vrede en evenredige groei,
f. Het Burundese voorzitterschap van de EAC in 2011.

## Verwante resoluties
- Resolutie 1858 Veiligheidsraad Verenigde Naties (2008)
- Resolutie 1901 Veiligheidsraad Verenigde Naties (2009)
- Resolutie 2027 Veiligheidsraad Verenigde Naties (2011)
- Resolutie 2090 Veiligheidsraad Verenigde Naties (2013)

Lijst ·  1908 ·  1909 ·  1910 ·  1911 ·  1912 ·  1913 ·  1914 ·  1915 ·  1916 ·  1917 ·  1918 ·  1919 ·  1920 ·  1921 ·  1922 ·  1923 ·  1924 ·  1925 ·  1926 ·  1927 ·  1928 ·  1929 ·  1930 ·  1931 ·  1932 ·  1933 ·  1934 ·  1935 ·  1936 ·  1937 ·  1938 ·  1939 ·  1940 ·  1941 ·  1942 ·  1943 ·  1944 ·  1945 ·  1946 ·  1947 ·  1948 ·  1949 ·  1950 ·  1951 ·  1952 ·  1953 ·  1954 ·  1955 ·  1956 ·  1957 ·  1958 ·  1959 ·  1960 ·  1961 ·  1962 ·  1963 ·  1964 ·  1965 ·  1966